# Чіанджур (місто)
Чіанджур (сунд. ᮎᮤᮃᮔ᮪ᮏᮥᮁ) — місто та район у провінції Західна Ява в Індонезії, столиця регентства Чіанджур. Розташований уздовж однієї з головних доріг між Джакартою (120 км на північний захід) і Бандунгом (60 км на схід). Населення становило 158 125 осіб за переписом 2010 року та 173 265 осіб за переписом 2020 року; офіційна оцінка станом на середину 2021 року становила 174 587 осіб. Через специфічне розташування значна кількість жителів Чіанджура їздять на роботу або до Бандунга, або до Джакарти.

## Клімат
Чіанджур знаходиться у кліматі тропічного лісу (Af) з помірними опадами з червня по вересень та рясними опадами з жовтня по травень.
| Клімат Чіанджур         | Клімат Чіанджур | Клімат Чіанджур | Клімат Чіанджур | Клімат Чіанджур | Клімат Чіанджур | Клімат Чіанджур | Клімат Чіанджур | Клімат Чіанджур | Клімат Чіанджур | Клімат Чіанджур | Клімат Чіанджур | Клімат Чіанджур | Клімат Чіанджур |
| Показник                | Січ.            | Лют.            | Бер.            | Квіт.           | Трав.           | Черв.           | Лип.            | Серп.           | Вер.            | Жовт.           | Лист.           | Груд.           |                 |
| Середній максимум, °C   | 28,1            | 28,3            | 29,0            | 29,3            | 29,5            | 29,3            | 29,4            | 29,9            | 30,4            | 30,2            | 29,5            | 28,9            |                 |
| Середня температура, °C | 24,0            | 24,1            | 24,4            | 24,7            | 24,7            | 24,1            | 23,9            | 24,1            | 24,6            | 24,7            | 24,5            | 24,5            |                 |
| Середній мінімум, °C    | 20,0            | 19,9            | 19,9            | 20,1            | 19,9            | 18,9            | 18,4            | 18,3            | 18,8            | 19,3            | 19,6            | 20,1            |                 |
| ----------------------- | --------------- | --------------- | --------------- | --------------- | --------------- | --------------- | --------------- | --------------- | --------------- | --------------- | --------------- | --------------- | --------------- |

## Відомі уродженці
- Утуй Татанґ Сонтані (1920—1979) — індонезійський прозаїк та драматург. Учасник руху «Покоління-45» і організації «Лекра».
- Мохаммад Енох (1893—1965) — індонезійський політик та інженер, мер Джок'якарти (1947), міністр громадських робіт (1947).